# Estação Franco da Rocha (1888–2014)
Franco da Rocha foi uma estação ferroviária que serviu a Linha 7–Rubi do Trem Metropolitano de São Paulo, localizada no município de Franco da Rocha. Em 2011, foi tombada como patrimônio histórico pelo Condephaat e em 11 de maio de 2014, foi desativada.

## História
A estação foi inaugurada pela São Paulo Railway em 1 de fevereiro de 1888, com o nome de Juquery. Anos depois foi renomeada para Franco da Rocha, em homenagem a Francisco Franco da Rocha, médico responsável pelo Hospital Psiquiátrico do Juqueri. Após passar por diversas administrações, no final de seu efetivo a estação fez parte da Linha 7–Rubi, operada pela Companhia Paulista de Trens Metropolitanos. Atualmente, o serviço de trens metropolitanos utiliza o novo prédio ao lado deste na direção de Caieiras, mais moderno e totalmente adaptado a passageiros com mobilidade reduzida.